# Majlök
Majlök (Allium zebdanense) är en amaryllisväxtart som beskrevs av Pierre Edmond Boissier och Friedrich Wilhelm Noë. Enligt Catalogue of Life ingår Majlök i släktet lökar och familjen amaryllisväxter, men enligt Dyntaxa är tillhörigheten istället släktet lökar och familjen amaryllisväxter. Arten förekommer tillfälligt i Sverige, men reproducerar sig inte. Inga underarter finns listade i Catalogue of Life.

## Bildgalleri

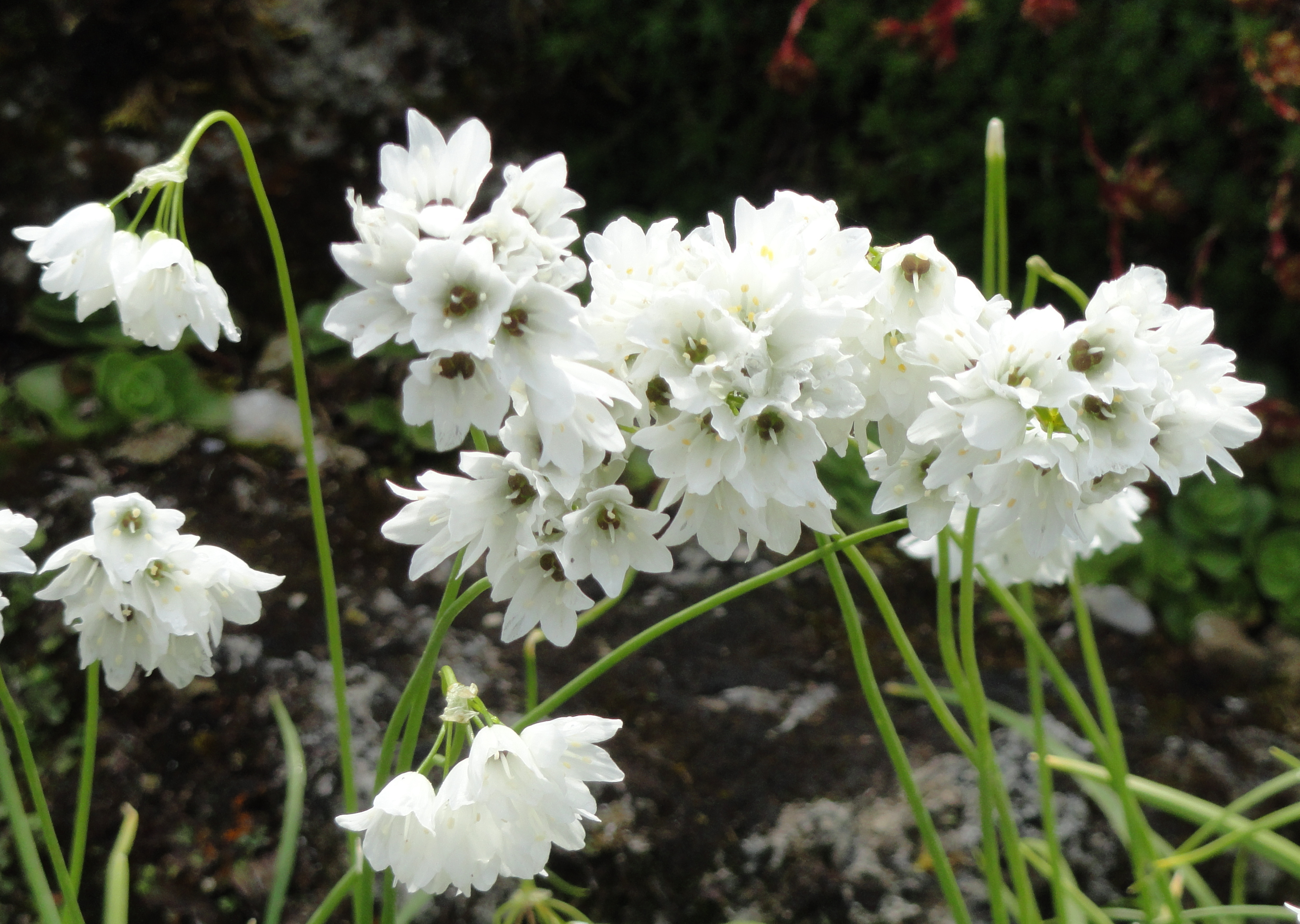
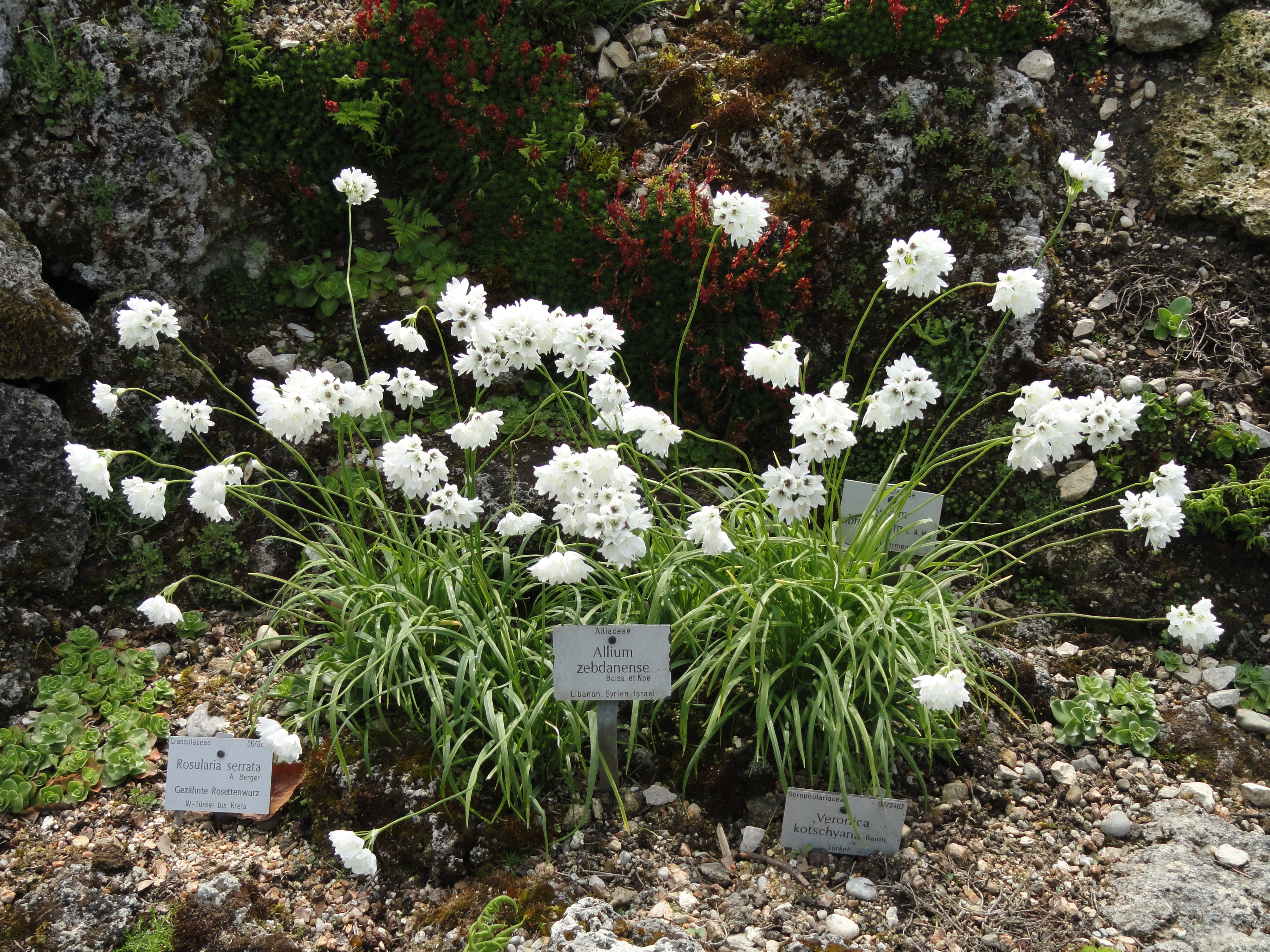
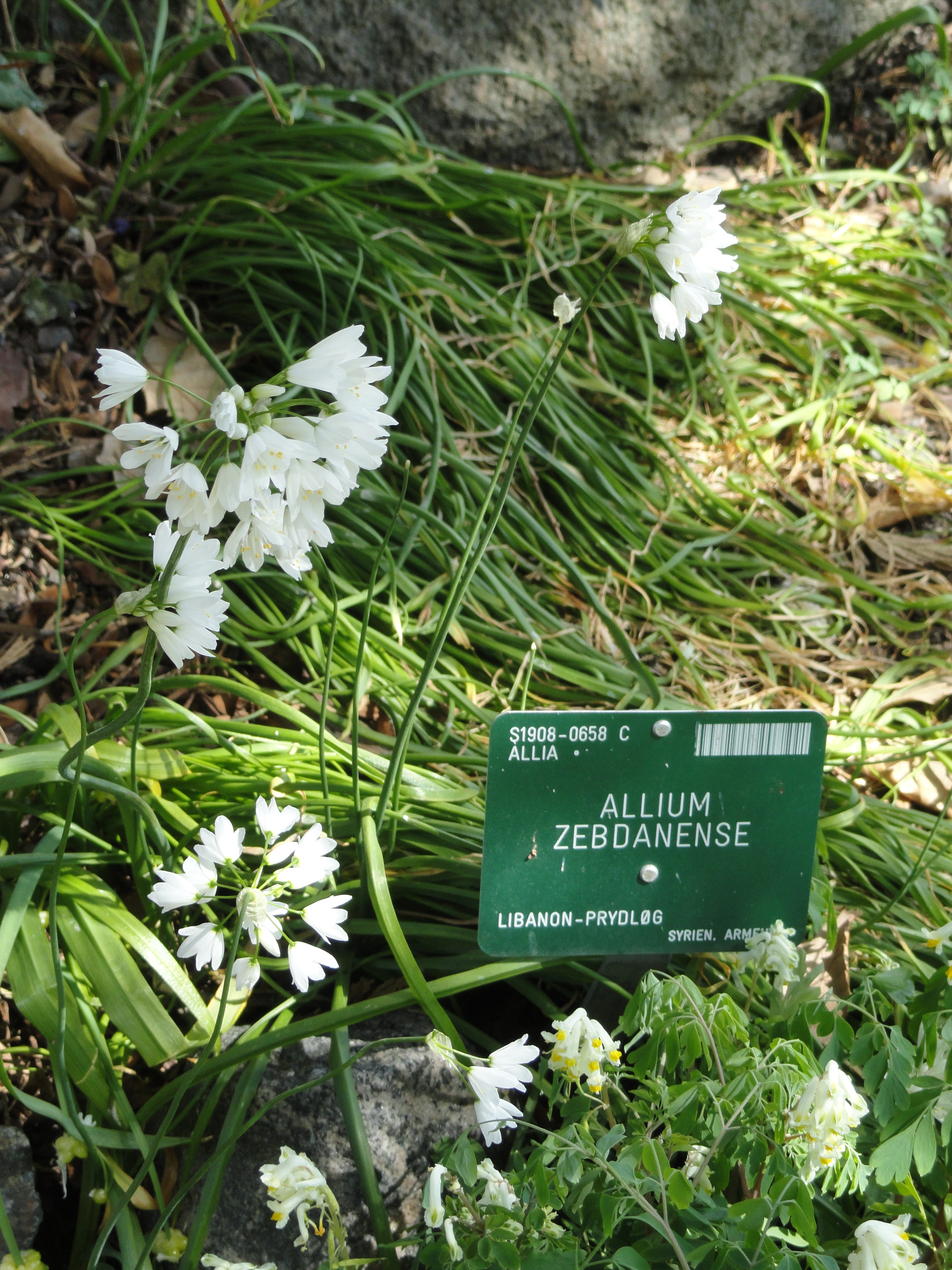
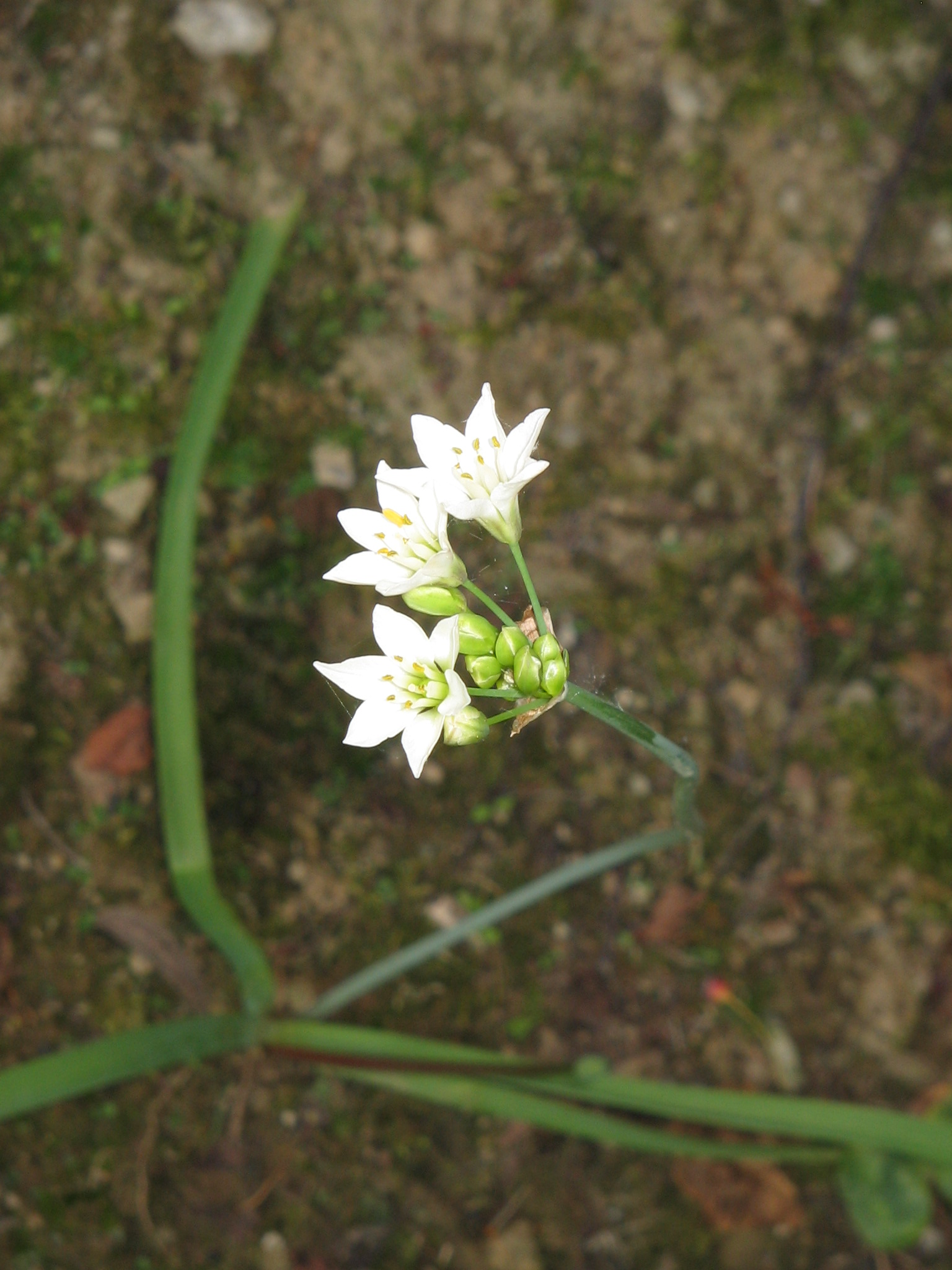